# Мтега, Норберт Венделин
Норберт Венделин Мтега (Norbert Wendelin Mtega, 17 августа 1945 года, Киньика, Танзания) — католический прелат, третий епископ Иринги с 28 октября 1985 года по 6 июля 1992 года, второй архиепископ Сонгеа с 6 июля 1992 года по 15 мая 2013 года.

## Биография
Родился в 1945 году в селении Киньика, Танзания. В 1972 году получил диплом по теологии в университете Макарере, Уганда. В 1973 году окончил высшей семинарию в Перамихо. 14 ноября 1973 года был рукоположён в священники для служения в епархии Нджомбе. В 1980 году закончил Папский университет Урбаниана с научной степенью доктора философии.
Куратор образовательного отдела епархии Нджомбе (1974—1976), вице-ректор колледжа Конгрегации евангелизации народов в Риме (1980), профессор, ректор высшей семинарии в Перамихо, архиепархия Сонгеа (1981—1985).
28 октября 1985 года римский папа Иоанн Павел II назначил его епископом Иринги. 6 января 1986 года в соборе Святого Петра состоялось его рукоположение в епископы, которое совершил римский папа Иоанн Павел II в сослужении c Государственным секретарём Святого Престола кардиналом Агостино Казароли и архиепископом Сакро-Куоре-ди-Кристо-Ре Бернарденом Гантеном.
6 июля 1992 года римский папа Иоанн Павел II назначил его архиепископом Сонгеа.
15 мая 2013 года подал в отставку.
Сочинения
- Analogy and Theological Language in the Summa Contra Gentiles (European University Studies)